# Barasinga tykoczelna
Barasinga tykoczelna, jeleń Elda (Rucervus eldii) – gatunek ssaka parzystokopytnego z rodziny jeleniowatych (Cervidae).

## Występowanie i biotop
Obecny zasięg występowania gatunku obejmuje północno-wschodnie Indie, Mjanmę, wyspę Hajnan na skrajnym południu Chin oraz Półwysep Indochiński; dawniej występował także na południu kontynentalnych Chin.
Zasiedla otwarte równiny, zarośla nad brzegami rzek i jezior oraz bagna.

## Taksonomia
R. eldii czasami umieszczany jest w rodzaju Cervus lub Panolia; morfologicznie najbliżej mu do Rucervus, chociaż dane molekularne nie są rozstrzygające, sugerując, że jest blisko Rucervus (dane jądrowe) lub Dama (dane mitochondrialne); morfologia poroża stawia go najbliżej Elaphurus. 

## Charakterystyka ogólna

### Podstawowe dane
| Długość ciała | Wysokość w kłębie | Długość ogona | Masa ciała | Dojrzałość płciowa | Okres godowy | Długość ciąży | Długość życia |
| ------------- | ----------------- | ------------- | ---------- | ------------------ | ------------ | ------------- | ------------- |
| do 180 cm     | 105–115 cm        | 20–30 cm      | 40–100 kg  | ok. 18 miesięcy    | luty–maj     | 220–240 dni   | ok. 10 lat    |

### Wygląd
Średniej wielkości jeleń o wydłużonym, ciemnobrązowym ciele z jaśniejszym spodem, z długimi nogami. Samce osiągają 70–100 kg, maksymalnie 150 kg, a samice 40–70 kg masy ciała. Uszy średniej wielkości, szerokie, wyścielone gęstym włosem. Samce są większe od samic i masywniej zbudowane.
Poroże samców osiąga długość do 1 m, jest lirowato wygięte, z 7–16 rozgałęzieniami.

### Tryb życia
Barasingi tykoczelne są zwierzętami roślinożernymi. Zjadają trawy, liście i kwiaty. Biologia gatunku jest słabo poznana. Prawdopodobnie prowadzi podobny tryb życia jak barasinga bagienna.

### Podgatunki
Wyróżniono trzy podgatunki P. eldii:
- R. eldii eldii – barasinga tykoczelna – podgatunek nominatywny, uznany w latach 50. XX w. za wymarły, odkryty ponownie w Parku Narodowym Keibul Lamjao na jeziorze Loktak w Indiach, obecnie uznawany za krytycznie zagrożony wyginięciem[1]
- R. eldii siamensis – barasinga birmańska
- R. eldii thamin – barasinga indochińska

Niekiedy wyróżnia się jeszcze R. eldii hainanus Thomas, 1918, endemiczną populację z wyspy Hajnan (Morze Południowochińskie), lecz zachodzi potrzeba dalszych badań nad uznaniem statusu podgatunku.

## Znaczenie
Barasingi tykoczelne żerują na otwartych przestrzeniach w pobliżu zbiorników wodnych, przez co są łatwe do wytropienia i stanowią łatwy cel dla myśliwych. Są poławiane dla mięsa, skór i poroży.

## Zagrożenia i ochrona
W Czerwonej księdze gatunków zagrożonych Międzynarodowej Unii Ochrony Przyrody barasinga tykoczelna klasyfikowana jest jako gatunek zagrożony (EN, ang. endangered).
Liczebność populacji barasingi tykoczelnej nie jest znana. W ogrodach zoologicznych zarejestrowano 377 osobników (2005).
Gatunek jest objęty konwencją waszyngtońską CITES (załącznik I).